# Дамианы (сербские переписчики)
Дамиан — имя нескольких переписчиков древних славяно-сербских кодексов в XIV—XV веках. 
- Дамиан — иеромонах в Жреле. В 1324 году оставил пергаментный список «Апостола».
- Дамиан — диакон. Переписал в 1453 году «Правильник Матвея Властаря».
- Дамиан — граматик. Переписал ту же книгу в 1495 году.

Из названных списков самым важным не только в отношении языка, но и для истории различных редакций славянских переводов, представляется первый, известный в науке под названием «Шишатовацкого Апостола», который был издан Миклошичем в Вене в 1853 году.